# Waleriusz Arkadiusz Degler

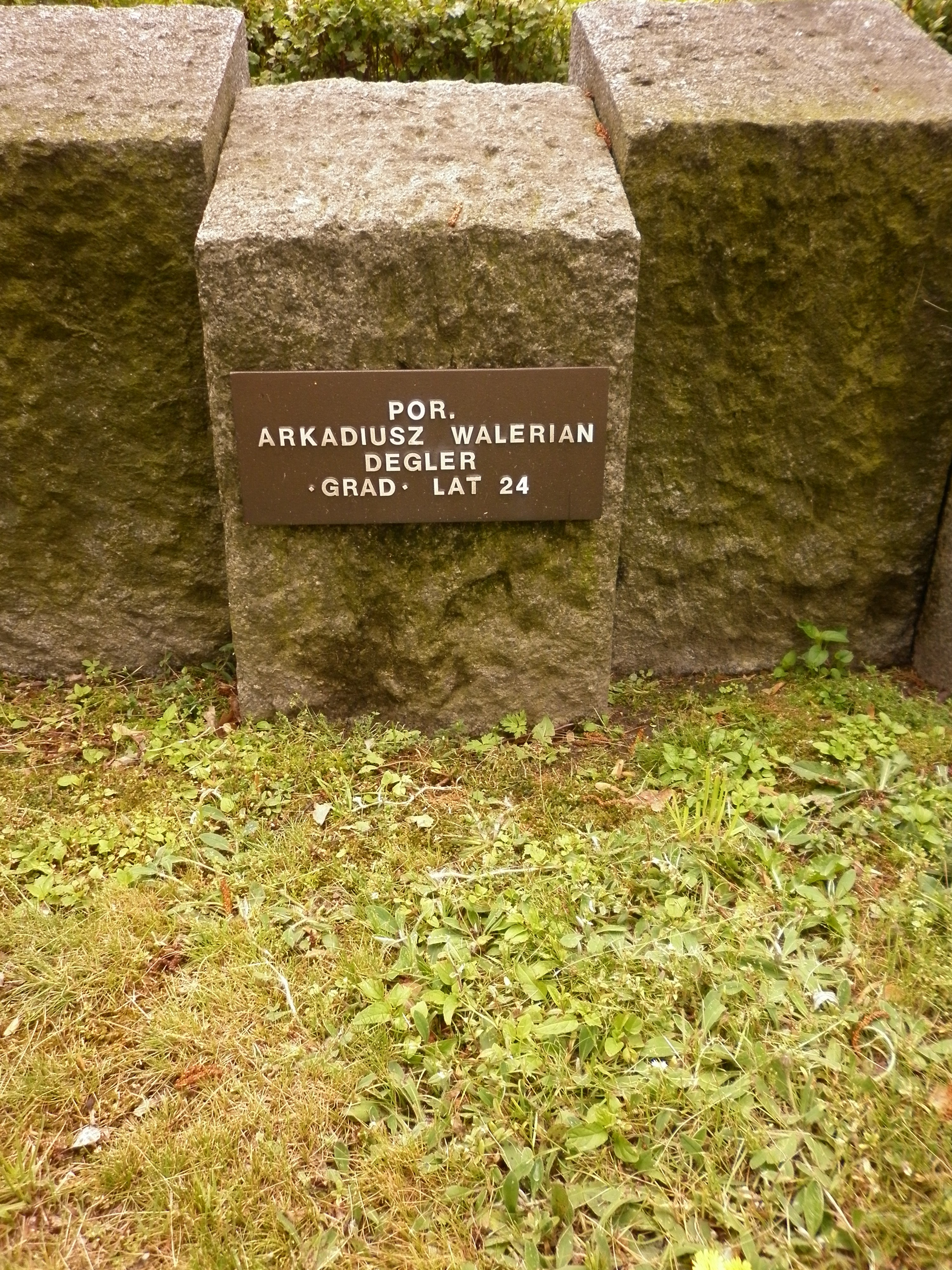
Grób Arkadiusza Deglera na cmentarzu Wojskowym na Powązkach w Warszawie

Waleriusz Arkadiusz Degler, ps. Grad (ur. 6 października 1920 w Jekaterynodarze, zm. 9 lutego 1944 w Częstochowie) – szef sztabu Armii Ludowej na okręg częstochowski, członek Związku Walki Młodych.

## Życiorys
Waleriusz Arkadiusz Degler pochodził z rodziny mającej tradycje narodowowyzwoleńcze. Jego dziadek Julian Mieczkowski był uczestnikiem powstania styczniowego, po upadku którego ukrywał się pod nazwiskiem Degler. Mimo zmiany tożsamości został jednak rozpoznany i zesłany na Syberię, gdzie urodził się jego syn, Arkadiusz. Waleriusz Arkadiusz Degler był synem Arkadiusza, urodził się w 1920 roku na Jekaterynodarze i mieszkał tam z matką przez rok, podczas gdy ojciec jako żołnierz oddziałów gen. Lucjana Żeligowskiego walczył w Polsce. Przez całe życie używał należącego do ojca imienia Arkadiusz.
Matka Deglera wróciła z nim z Kaukazu do Polski koniec 1921 roku. Do roku 1925 Degler wychowywał się na kresach wschodnich, gdzie jego ojciec pracował jako inżynier, po czym rodzina przeniosła się do Warszawy, gdzie w 1931 roku rozpoczął naukę w gimnazjum im. Józefa Poniatowskiego. Ucząc się w gimnazjum był harcerzem, m.in. komendantem drużyny zuchów na Żoliborzu. Po ukończeniu gimnazjum uczęszczał do Prywatnego Liceum Męskiego im. Bolesława Prusa w Warszawie, a po zdaniu matury w 1939 roku wstąpił na wydział budownictwa Politechniki Warszawskiej.
W czasie wojny obronnej zaangażował się w obronę stolicy, organizując brygady do kopania rowów przeciwczołgowych i okopów, a po klęsce zorganizował w grudniu podziemny ruch harcerski na Żoliborzu. Ze względu na obowiązek pracy, zaczął pracę w straży pożarnej, a jednocześnie wstąpił do ZWZ, ukończył tajną szkołę podchorążych i w ramach działalności partyzanckiej utworzył własną grupę dywersyjną, która m.in. przeprowadziła nieudany zamach na gubernatora Fischera.
Zagrożony aresztowaniem przez Gestapo, przeniósł się do Piotrkowa Trybunalskiego, gdzie zatrudnił się w straży pożarnej Zakładów Przetworów Drzewnych na Bugaju, produkującej śmigła do samolotów. Z powodu dwukrotnego pożarzu fabryki był podejrzany przez Gestapo o sabotaż, w związku z czym był zmuszony ukrywać się na przedmieściach Piotrkowa. Wkrótce potem wstąpił do oddziału AK „Trojan”, zaczął też używać pseudonimu Grad. W sierpniu 1943 roku jego oddział zorganizował zasadzkę pod wsią Dąbrówka, będącą odpowiedzią na pacyfikację pobliskich wsi. W akcji zginęło 5 żandarmów. Raport Deglera dla dowódcy okręgu nie spotkał się z uznaniem, jego przełożeni mieli inną wizję działalności oddziału, w efekcie czego Degler odszedł z AK i trafił do oddziału GL, a w październiku 1943 roku trafił jako dowódca plutonu do Batalionu AL im. gen. J. Bema, operującego w powiecie częstochowskim, radomszczańskim i piotrkowskim. Wkrótce potem został nominowany na oficera wyszkolenia w sztabie okręgu częstochowsko–piotrkowskiego, a pod koniec listopada na szefa sztabu okręgowego AL.
W lutym 1944 roku Gestapo aresztowało kilku ludzi z batalionu im. Bema, którzy po torturach wyjawili znane im szczegóły działalności komunistycznej partyzantki w regionie częstochowskim. 9 lutego Gestapo urządziło zasadzkę na lokal przy ul. Garncarskiej 16 w Częstochowie, w którym znajdował się m.in. Degler. Degler bronił się, ostrzeliwując Niemców. Zginął z własnej broni, zabijając się ostatnim posiadanym nabojem.
Ciało Deglera zostało przewiezione do kostnicy, gdzie leżało kilka dni, ponieważ oficerowie Gestapo liczyli, że ktoś się po nie zgłosi. W październiku 1947 roku jego zwłoki zostały ekshumowane i pochowane na cmentarzu Wojskowym na Powązkach (kwatera 6B-9-12). Pośmiertnie odznaczony, 7 października 1947, Orderem Krzyża Grunwaldu III klasy i awansowany do stopnia porucznika. 

## Upamiętnienie
W okresie PRL był patronem ulicy w Częstochowie, rozciągającej się między al. Lenina (obecnie Jana Pawła II) i ul. Skrzyneckiego. Obecnie ulica ta jest częścią ul. Dąbrowskiego.
Na ścianie domu, w którym zginął znajduje się odsłonięta 30 września 1959 roku tablica pamiątkowa z napisem Ppor. Arkadiusz Degler, ps. „Grad”. 6 X 1920 – 9 II 1944. Szef Sztabu Armii Ludowej na Okręg Częstochowski. Członek Związku Walki Młodych, zamordowany w domu tym przez hitlerowskiego okupanta. Młodzież miasta Częstochowy. 23 IX 1959 r.